# Arabia Saudita ai Giochi della XXXII Olimpiade
L'Arabia Saudita ha partecipato ai Giochi della XXXII Olimpiade, che si sono svolti a Tokyo, Giappone, dal 23 luglio all'8 agosto 2021 con 29 atleti, 27 uomini e 2 donne.

## Medaglie
| Riepilogo quotidiano | Riepilogo quotidiano | Riepilogo quotidiano | Riepilogo quotidiano | Riepilogo quotidiano | Riepilogo quotidiano | Riepilogo quotidiano |
| -------------------- | -------------------- | -------------------- | -------------------- | -------------------- | -------------------- | -------------------- |
| Giorno               | Data                 |                      |                      |                      | Totale               |                      |
| 16°                  | 7                    | 0                    | 1                    | 0                    | 1                    |                      |
| Totale               | Totale               | 0                    | 1                    | 0                    | 1                    |                      |

### Medagliere per disciplina
| Sport  | Oro | Argento | Bronzo | Totale |
| ------ | --- | ------- | ------ | ------ |
| Karate | 0   | 1       | 0      | 1      |
| Totale | 0   | 1       | 0      | 0      |

### Medaglie d'argento
| Medaglia | Nome         | Sport  | Evento |
| -------- | ------------ | ------ | ------ |
| Argento  | Tareg Hamedi | Karate | +75 kg |

## Delegazione
| Sport             | Uomini | Donne | Totale |
| ----------------- | ------ | ----- | ------ |
| Atletica leggera  | 1      | 1     | 2      |
| Calcio            | 22     | 0     | 22     |
| Canottaggio       | 1      | 0     | 1      |
| Judo              | 1      | 1     | 2      |
| Karate            | 1      | 0     | 1      |
| Nuoto             | 1      | 0     | 1      |
| Sollevamento pesi | 2      | 0     | 2      |
| Tennistavolo      | 1      | 0     | 1      |
| Tiro              | 1      | 0     | 1      |
| Totale            | 31     | 2     | 33     |

## Atletica leggera
| Q | Qualificato al turno successivo per la posizione in qualificazione                                                           |
| q | Qualificato per il turno successivo per ripescaggio o, negli eventi su campo, conquistando la misura minima per qualificarsi |

Maschile
Eventi su pista e strada
| Atleta          | Evento      | Batteria  | Batteria  | Semifinale | Semifinale | Finale          | Finale          |
| Atleta          | Evento      | Risultato | Posizione | Risultato  | Posizione  | Risultato       | Posizione       |
| --------------- | ----------- | --------- | --------- | ---------- | ---------- | --------------- | --------------- |
| Mazen Al-Yassin | 400 m piani | 45"16     | 1º Q      | 45"37      | 4º         | Non qualificato | Non qualificato |

Femminile
Eventi su pista e strada
| Atleta             | Evento      | Preliminari | Preliminari | Batteria        | Batteria        | Semifinale      | Semifinale      | Finale          | Finale          |
| Atleta             | Evento      | Risultato   | Posizione   | Risultato       | Posizione       | Risultato       | Posizione       | Risultato       | Posizione       |
| ------------------ | ----------- | ----------- | ----------- | --------------- | --------------- | --------------- | --------------- | --------------- | --------------- |
| Yasmeen Al-Dabbagh | 100 m piani | 11"39       | 9ª          | Non qualificata | Non qualificata | Non qualificata | Non qualificata | Non qualificata | Non qualificata |

## Calcio
| Squadra            | Torneo   | Girone               | Girone               | Girone               | Girone | Quarti               | Semifinali           | Finale               | Pos.            |                 |
| Squadra            | Torneo   | Avversario Risultato | Avversario Risultato | Avversario Risultato | Pos.   | Avversario Risultato | Avversario Risultato | Avversario Risultato | Pos.            |                 |
| ------------------ | -------- | -------------------- | -------------------- | -------------------- | ------ | -------------------- | -------------------- | -------------------- | --------------- | --------------- |
| Nazionale maschile | Maschile | Costa d'Avorio P 1-2 | Germania P 2-3       | Brasile P 1-3        | 4ª     | Non qualificata      | Non qualificata      | Non qualificata      | Non qualificata | Non qualificata |

## Canottaggio
| Atleta         | Evento           | Batteria | Batteria | Ripescaggio | Ripescaggio | Quarti  | Quarti | Semifinale | Semifinale | Finale / Finale D | Finale / Finale D |
| Atleta         | Evento           | Tempo    | Pos.     | Tempo       | Pos.        | Tempo   | Pos.   | Tempo      | Pos.       | Tempo             | Pos.              |
| -------------- | ---------------- | -------- | -------- | ----------- | ----------- | ------- | ------ | ---------- | ---------- | ----------------- | ----------------- |
| Husein Alireza | Singolo maschile | 7'54"18  | 5º R     | 8'06"78     | 2º Q        | 8'35"05 | 6º Q   | 7'53"99    | 6º qD      | 7'52"67           | 24º               |

## Judo
Maschile
| Atleta         | Evento | Preliminari                | 16-esimi             | Ottavi               | Quarti               | Semifinali           | Ripescaggio          | Med. bronzo          | Finale               | Posizione       |
| Atleta         | Evento | Avversario Risultato       | Avversario Risultato | Avversario Risultato | Avversario Risultato | Avversario Risultato | Avversario Risultato | Avversario Risultato | Avversario Risultato | Posizione       |
| -------------- | ------ | -------------------------- | -------------------- | -------------------- | -------------------- | -------------------- | -------------------- | -------------------- | -------------------- | --------------- |
| Sulaiman Hamad | -73 kg | Margelidon (CAN) P (00-10) | Non qualificata      | Non qualificata      | Non qualificata      | Non qualificata      | Non qualificata      | Non qualificata      | Non qualificata      | Non qualificata |

Femminile
| Atleta           | Evento | Preliminari             | 16-esimi             | Ottavi               | Quarti               | Semifinali           | Ripescaggio          | Med. bronzo          | Finale               | Posizione       |
| Atleta           | Evento | Avversario Risultato    | Avversario Risultato | Avversario Risultato | Avversario Risultato | Avversario Risultato | Avversario Risultato | Avversario Risultato | Avversario Risultato | Posizione       |
| ---------------- | ------ | ----------------------- | -------------------- | -------------------- | -------------------- | -------------------- | -------------------- | -------------------- | -------------------- | --------------- |
| Tahani Alqahtani | +78 kg | Hershko (ISR) P (00-11) | Non qualificata      | Non qualificata      | Non qualificata      | Non qualificata      | Non qualificata      | Non qualificata      | Non qualificata      | Non qualificata |

## Karate
| Atleta       | Evento | Girone               | Girone               | Girone               | Girone               | Girone | Semifinali           | Finale               | Pos. |
| Atleta       | Evento | Avversario Risultato | Avversario Risultato | Avversario Risultato | Avversario Risultato | Pos.   | Avversario Risultato | Avversario Risultato | Pos. |
| ------------ | ------ | -------------------- | -------------------- | -------------------- | -------------------- | ------ | -------------------- | -------------------- | ---- |
| Tareg Hamedi | +75 kg | Kvesić P 2-3         | Irr V 4-1            | Ganjzadeh N 0-0      | Gaysinsky V 10-3     | 2º q   | Araga V 2-0          | Ganjzadeh L RSC      |      |

## Nuoto
| Atleta          | Evento                  | Batterie | Batterie  | Semifinali      | Semifinali      | Finale          | Finale          |
| Atleta          | Evento                  | Tempo    | Posizione | Tempo           | Posizione       | Tempo           | Posizione       |
| --------------- | ----------------------- | -------- | --------- | --------------- | --------------- | --------------- | --------------- |
| Yousif Bu Arish | 100 m farfalla maschili | 56"29    | 55º       | Non qualificato | Non qualificato | Non qualificato | Non qualificato |

## Sollevamento pesi
| Atleta            | Evento         | Strappo   | Strappo    | Slancio   | Slancio    | Totale | Classifica |
| Atleta            | Evento         | Risultato | Classifica | Risultato | Classifica | Totale | Classifica |
| ----------------- | -------------- | --------- | ---------- | --------- | ---------- | ------ | ---------- |
| Seraj Al-Saleem   | 61 kg maschile | 129       | 6º         | 159       | 4º         | 288    | 5º         |
| Mahmoud Al-Humayd | 73 kg maschile | 141       | 12º        | 165       | 13º        | 306    | 12º        |

## Tennistavolo
| Atleta          | Evento           | Preliminari          | Round 1              | Round 2              | Round 3              | Ottavi               | Quarti               | Semifinali           | Finale               | Pos.            |
| Atleta          | Evento           | Avversario Punteggio | Avversario Punteggio | Avversario Punteggio | Avversario Punteggio | Avversario Punteggio | Avversario Punteggio | Avversario Punteggio | Avversario Punteggio | Pos.            |
| --------------- | ---------------- | -------------------- | -------------------- | -------------------- | -------------------- | -------------------- | -------------------- | -------------------- | -------------------- | --------------- |
| Ali Al-Khadrawi | Singolo maschile | Bye                  | Jančařík P 0–4       | Non qualificato      | Non qualificato      | Non qualificato      | Non qualificato      | Non qualificato      | Non qualificato      | Non qualificato |

## Tiro a segno/volo
| Atleta           | Evento         | Qualificazione | Qualificazione | Finale          | Finale          |
| Atleta           | Evento         | Punteggio      | Classifica     | Punteggio       | Classifica      |
| ---------------- | -------------- | -------------- | -------------- | --------------- | --------------- |
| Saeed Al-Mutairi | Skeet maschile | 119            | 22º            | Non qualificato | Non qualificato |